# Чортківське повстання
Чортківське повстання — спроба польського збройного заколоту проти радянської армії, який відбувся 22 січня 1940 року в м. Чортків на Тернопільщині. Чортків — перше місце виступу поляків проти совітів (радянців). Цей виступ отримав поразку. Чортківці зброї не мали, але все ж тримали оборону за визволення міста. Погодні умови завадили повстанцям вчасно прибути до Чорткова. Повстання було короткотривалим, протягом декількох годин. Його організували члени польських молодіжних товариств «Стшельци», «Харцери», «Сокули» під керівництвом Я.Ковальського за участю українських підпільників-гімназистів. Це було перше повстання проти Червоної армії на Галичині.
Сьогодні Чортків (суч. Тернопільська область), місто яке перше наважилось на боротьбу проти Червоної армії. Незважаючи на короткотривалість повстання — це було одне з найбільших відкритих
виступів підпілля проти окупаційної влади до 1941 року.
Чортівське повстання (іноді також відоме як Чортківське повстання) відбулося у 1596 році на території України, в регіоні Чортківщини. Це було одне з ряду козацьких повстань проти польської та литовської шляхти та коронного уряду.
Повстання спровоковане експлуатацією селян та надмірними податками. Його лідером був козацький гетьман Северин Наливайко, який об'єднав поневолених селян та козаків для боротьби за свої права та свободу.
Повстанці вдавалися до атак на польські маєтки, міста та замки. Однак, польський уряд відповів жорстокими репресіями, спробами підкупу та піддавання повстанців внутрішньому розколу.
Повстання тривало понад рік і завершилося поразкою козацьких сил. Наливайко був затриманий та підданий під розправу. Це повстання відіграло важливу роль у формуванні національної самосвідомості українського народу та підкреслило проблеми соціальної несправедливості та експлуатації.

## Передісторія
За часів міжвоєнної Польщі Чортків, завдяки своєму географічному положенню, став гарнізонним містом — південніше проходив кордон із Румунією, а на сході — з Радянським Союзом. Спочатку тут розміщувався 51-й піхотний полк, а з 1924 року — бригада Комітету охорони прикордоння «Поділля». Ще в жовтні 1939 року у Чорткові зав'язалася польська національна підпільна організація «Stronnictwo Narodowe». Її засновниками були Тадеуш Баньковський, Генрик Камінський і Гевеліуш Малявський. Їм також допомагав їх учитель Юзеф Опацький. У них і виникла ідея підняти повстання, метою якого мав стати зрив становлення радянської влади. Для цього необхідно було захопити зброю, боєприпаси й автотранспорт Чортківського гарнізону, перейти через р. Дністер біля м. Заліщики радянсько-румунський кордон і об'єднатися з польською армією для продовження антирадянської боротьби.

## Повстання
У неділю, з 21 на 22 січня в костелі домініканців зібралося близько 200 підпільників. Вони розділилися на чотири групи, які мали окремі завдання, зокрема, обеззброїти місцевих червоноармійців та захопити вокзал. Після атаки повстанці планували захопити потяг на вокзалі та через прикордонні Заліщики дістатися до Румунії. Планувалося також припинити діяльність місцевих органів комуністичної влади.
Конспіратори обрали вдалий час для своєї операції: велика частина радянських військ була перекинута на фінський фронт. Для поляків сама дата виступу мала символічне значення — це була річниця початку важливого в польській історії січневого повстання 1863 року.
Повстанці кинулися в бій з криком: «Із хрестом!». Бій тривав кілька годин. План не здійснився: не вдалося, наприклад, захопити лікарню. Радянські військові мали добру комунікацію і захистили також казарми. Повстанці остаточно втратили зв'язок між собою і їхня доля була фактично вирішена.

## Наслідки
Вранці з сусідніх Копичинець прибув бронепоїзд з солдатами Червоної армії, які відразу почали нишпорити містом у пошуках повстанців і заарештувати підозрюваних. Деякі з конспіраторів були арештовані перш ніж дісталися домівок, чимало арештовано в наступні дні. На місце подій приїхали високі сановники НКВС — Іван Сєров і Всеволод Меркулов, про події в Чорткові детально інформували Лаврентія Берію, навіть самого Сталіна. Внаслідок радикальних заходів радянської влади за два дні було заарештовано 242 людини. Чортківське повстання спровокувало каральні акції радянської влади проти діячів національного підпілля.
Двадцятьох чотирьох із них розстріляли, 55 були відправлені в трудові табори. Ті, хто вижив, були звільнені після підписання договору Сікорського-Майського в 1941 році.